# الخطة 17
الخطة 17 هو اسم «مخطط للتعبئة والحشد العسكري» والتي اعتمدها مستشار فرنسا العالي للحرب من 1912 إلى 1914 ليطبيقها الجيش الفرنسي في الحرب بين فرنسا وألمانيا أثناء الحرب العالمية الأولى. على الرغم من أنها ليست سردا محكيا للحملة أو خطة للمعركة، إلا أن انتشار الجنود سمح بهجوم مفاجئ على ألمانيا وبلجيكا قبل أن تقوم ألمانيا بتعبئة قواتها الاحتياطية، وفي نفس الوقت تقوم القوات الروسية بغزو بروسيا الشرقية. تم تنفيذ الخطة في السابع من أغسطس عام 1914 وأدت إلى نتائج كارثية للقوات الفرنسية التي انهزمت في معركة الحدود (7 أغسطس إلى 13 سبتمبر) حيث كلفتها 329,000 قتيل. اُجبرت القوات الفرنسية الشمالية على التراجع حتى نهر المارن، حيث حدثت معركة المارن الأولى (5 إلى 12 سبتمبر) حيث انهزم الجيش الألماني وأُجبر على التراجع إلى نهر آن.

## الخلفية

### خطط الحشد العسكري 1871–1911
من 1874 إلى 1880 أشرف الجنرال رايموند أدولف (20 مايو 1815 – 16 فبراير 1895) على بناء نظام سيرى دو ريفيير، وهو خط من التحصينات بطول 65 كم من بلفور إلى إبنال وخط آخر بنفس الطول من تول إلى فردان حوالي 40 كم من الحدود. يتدفق نهر الميز في الاتجاه الشمالي من تول إلى فردان، وشارفيل ميزيير وجيفى عل الحدود البلجيكية ورافده في موزيل بين بلفور وإبنال، تقريبا مواز للحدود الفرنسية الألمانية 1871-1919. تقع فجوة شارم (70 كم) بين إبنال وتول وقد تُركت غير محصنة، كما كانت مدينة نانس المحصنة ناحية الشرق على بعد 12 كم من الحدود الألمانية. تم بناء خط ثان من التحصينات في الجنوب لمنع الالتفاف حول الخط الأول من لانجر إلى ديجون، وفي الشمال من لا فير إلى رانس إلا أن هذه التحصينات لم تكتمل لأسباب مالية في 1914.
في 1870 وضع الجيش الفرنسي خططا للحشد العسكري طبقا لاستراتيجية الدفاع والتي استغلت تفرعات نهر الميز الموازية لحدود 1871. أعطى الانتهاء من خطوط التحصينات بين بلفور وفردان في نهاية 1880 والانتهاء من خط السكة الحديد من داخل الدولة إلى الحدود الجيش الفرنسي الوسائل المطلوبة لوضع إستراتيجية دفاعية هجومية قادرة على صد أي هجوم ألماني محتمل والرد عليه بهجوم مضاد. في أغسطس 1891 اكتملت الخطة 11 والتي توفر إمكانية الهجوم بالإضافة إلى إستراتيجية الدفاع من البداية، لاستغلال الفرصة الناتجة عن تحسن العلاقات بين الجمهورية الفرنسية الثالثة والإمبراطورية الروسية. أدى التحالف الفرنسي الروسي (1892-1917) إلى الخطة 17 في فبراير 1892، والتي تحتمل حدوث هجوم ألماني فوري إلا أنه في الخطتين 11 و16 كانت الاستراتيجية الرئيسية دفاعية هجومية، حيث تهاجم القوات الفرنسية بعد صد القوات الألمانية.
في 1888 بدأ الفرنسيون دراسة هجوم ألماني محتمل من شمال فردان أو من خلال بلجيكا وكُتبت الخطة 12 مع دراسة احتمالية خرق الألمان لحالة الحياد البلجيكية. في 1904 تولى هذا الأمر أهمية أكبر بعد أن باع ألماني نسخة من خطة ألمانية للحشد العسكري إلى المخابرات الفرنسية والتي تصف طرق التعبئة وخطط الحرب. باستخدام هذا الكسب المفاجيء ومصادر معلومات أخرى، اعتمدت الفرنسيون الخطة 15 في عام 1906 ليكونوا مستعدين لهجوم ألماني من خلال بلجيكا وتم اعتماد خطط أخرى لزيادة القوات وتمركزها في شمال وشمال شرق فردان. وُضعت الخطة 16 في مارس 1909 بسبب توقع اعتماد الألمان المناورة من خلال لوكسمبرج وبلجيكا بعد تحليل اكتشافات عام 1908 بواسطة الجنرال هنري دو لاكروا، حيث أمعن النظر في المراجع الألمانية عن مناورات الالتفاف وتوقع أن جيشين ألمانيين سيزحفان خلال شرق بلجيكا حول الجناح الشمالي للمنطقة الفرنسية المحصنة، ليظهر أحدهما من أردين في فردان والآخر في سيدان. أراد لاكروا تحسين الاستراتيجية الدفاعية الهجومية المعتادة عن طريق حشد جيش سادس قرب مدينة شالون سور مارن على بعد 80 كم من فردان، حتى يكون لديه القدرة على الحركة بسهولة نحو تول في المركز وفردان ناحية اليسار أو قرب سيدان خلف الجناح الشمالي.

## المقدمة

### خطط الحشد العسكري (1911-1914)
كان الجنرال فيكتور كونستان ميشيل (الرئيس السابق للمجلس الأعلى للحرب في 1910) مقتنعا أكثر من لاكروا من تحرك الألمان خلال بلجيكا، بسبب عقبة التحصينات الفرنسية في لوران والتضاريس في شرق بلجيكا وبناء سكة الحديد الألمانية. اعتقد ميشيل أن الألمان سيبذلون جهدهم الرئيسي في وسط بلجيكا وأن تغطية جبهة أطول ستحتاج إلى تنظيم وحدات الاحتياط الفرنسية والاندماج مع الجيش الفرنسي. رفض المجلس آراءه في 1911 مما أدي إلى استقالته حيث أنه اعتبر انتشار الجنود من بلفور إلى ميزيير وأن الهجوم ضد أنتويرب وبروكسيل ونامور هو طريقة الرد الوحيدة. تم تعيين جوزيف جوفري في النهاية وتم جمع مهام الرئيس السابق للمجلس ورئيس الهيئة العسكرية. في أكتوبر 1911 تم تقديم تقدير استراتيجي كجزء من الاستعراض الشامل في 1911-1912.

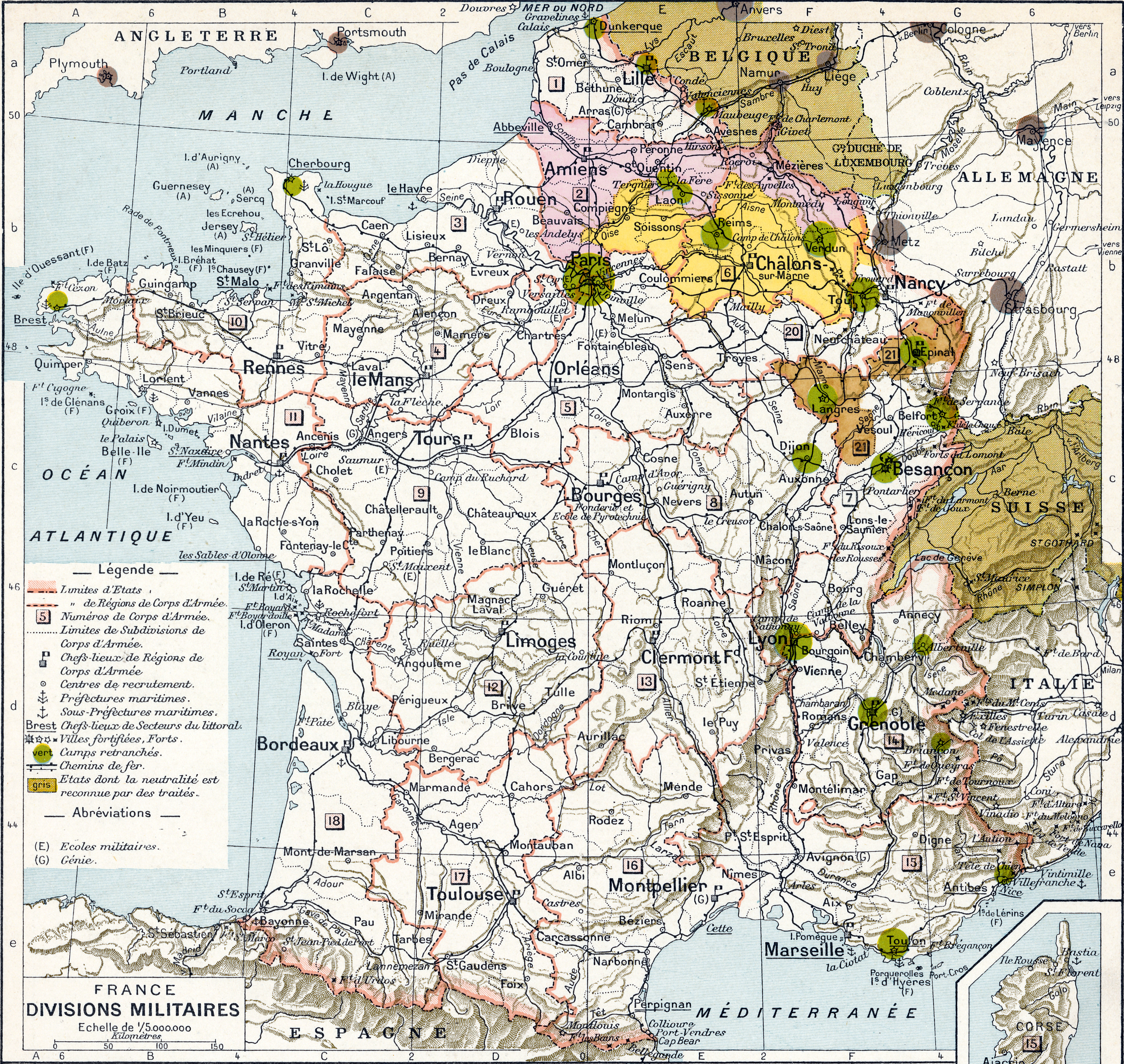
خريطة توضح التمركزات العسكرية الفرنسية في عام 1913

كان جوفري قد كتب الخطة 16 بحلول 6 سبتمبر بزيادة عدد القوات على الحدود البلجيكية (ولكن ليس بالعدد الذي اقترحه ميشيل) وتغيير القوات من الحدود الإيطالية ودمج خط ثان ووحدات الاحتياط في الخط الأمامي. يحتشد الجيش الخامس نحو اليسار من ميزيير وينتقل الجيش السادس أقرب من فردان والحدود البلجيكية قرب لوكسمبرج. وضعت النسخة المعدلة من الخطة 16 سبعة فيالق قرب بلجيكا والتي حرست هناك لتمنع التقدم الألماني حول فردان أو قرب فردان أو ميزيير وشدد جوفري على الهجوم الفوري. استمر جوفري في العمل على الخطة وإمكانية التحرك الألماني من خلال بلجيكا حيث استنتج ثلاثة احتمالات: أن يحترم الألمان حياد بلجكيا ولوكسمبرج ويهجمون على خطيّ بلفور-إبنال وتول-فردان، أو يتقدم الألمان من خلال لوكسمبرج قرب فردان ثم يقومون بهجوم صغير من بلجيكا، أو أن يدافعوا من لوران ويهاجموا من بلجيكا. كان الاحتمال الثالث هو الأقرب إلى الصواب، لأن الفرنسيين عرفوا أن الألمان في حروبهم الأخيرة مالوا إلى التحصينات الألمانية قرب متز وتيونفيل. التحسينات الألمانية للتحصينات في متز وتيونفيل أدت إلى اعتقاد جوفري أن الألمان سهاجمون بالتأكيد من خلال بلجيكا وأيضا أن بلجيكا كانت المكان الوحيد الذي تستطيع فيه فرنسا القيام بهجوم شامل ضد ألمانيا.
في 9 يناير 1912 وافق المجلس الأعلى للحرب على دخول الجيش الفرنسي لبلجيكا ولكن عند وصول الأخبار بأن الألمان قد دخلوا بلجيكا أيضا. بحث المجلس أيضا في التعبئة الصناعية وبطء سرعة المدفعية الثقيلة ووافق على زيادة مخزون الذخيرة من 1280 قذيفة لكل بندقية إلى 1500. بعد ذلك بفترة قصيرة تمركز قائد الجيش الفرنسي عن طريق إلغاء المجلس العسكري وعهد بالسلطة إلى جوفري كقائد عام للجيش إلا أن محاولات جوفري للحصول على السماح بتجاهل حيادية بلجيكا قوبلت بالرفض. تطلبت إستراتيجية الهجوم ميدانا مناسبا للعمليات وكانت بلجيكا المكان الوحيد حيث التضاريس مناسبة، إلا أن الحساسيات البلجيكية والإنجليزية ظلت عاملا مهما. على الرغم من حيايدية بلجيكا، إلا أن جوفري كان لا يزال يفضل الهجوم أكثر من الاستراتيجية الدفاعية الهجومية وميزة إجبار الألمان على القتال على جبهتين. منذ 1894 اشتمل التحالف مع روسيا على معاهدة معاملة ألمانيا بأنها العدو الرئيسي والتي تم تأكيدها في عام 1910 وفي محادثات أخرى تالية. اقترح جوفري أن الجيش الفرنسي سيهاجم في الشمال الشرقي في نفس وقت حدوث هجوم روسي إلا أنه كان لا يزال يعتبر الهجوم الفرنسي في لوران احتمالية قائمة.

## الخطة 17

الخطة 17

بعد التغييرات في الخطة 16 في سبتمبر 1911، استغرق جوفري وفريقه ثمانية عشر شهرا لمراجعة خطة الحشد العسكري الفرنسي والتي تم قبولها في 18 أبريل 1913. تم اعتماد نسخ من الخطة 17 إلى قادة الجيش في 7 فبراير 1914 وكانت المسودة الأخيرة جاهزة في 1 مايو. لم تكن الوثيقة خطة حملة بل احتوت على بيان بأنه من المتوقع أن يحشد الألمان عسكريا معظم جيشهم على الحدود الفرنسية الألمانية وقد يعبرون الحدود قبل أن تبدأ العمليات الفرنسية. كانت تعليمات القائد العسكري هي:
لتحقيق ذلك كان على القوات الفرنسية الحشد عسكريا وأن تكون مستعدة لمهاجمة الجانب الآخر من متز-تيونفيل أو شمالا داخل بلجيكا في اتجاه آرلون ونوفشاتوه. منطقة أخرى بديلة للحشد العسكري للجيشين الرابع والخامس كانت في حالة تقدم الألمان من خلال لوكسمبرج وبلجيكا، لكن لم تتم أي محاولة للالتفاف على الجيش الفرنسي غرب موز. كان الفجوة بين الجيش الرابع وبحر الشمال مغطاة بواسطة الوحدات الإقليمية والحصون المهجورة.

## الآثار المترتبة

### معركة الحدود
عندما أعلنت ألمانيا الحرب، بدأت فرنسا تنفيذ الخطة 17 بخمس مبادرات والتي تُعرف الآن باسم معركة الحدود. نصت خطة الحشد الألمانية Aufmarsch II (الحشد الثاني) على حشد القوات الألمانية (ما عدا 20% لحماية بروسيا والسواحل الألمانية) على الحدود الألمانية البلجيكية. استُخدمت هذه القوات للهجوم على بلجيكا لإجبار فرنسا على الدخول في حرب شاملة بعيدا عن الحدود الألمانية الفرنسية المحصنة. بدأت الخطة 17 بهجوم داخل ألساس-لورين وبلجيكا. أدى الهجوم الفرنسي على ألساس-لورين إلى خسائر أكثر مما كان متوقعا، لأن التعاون بين قوات المدفعية وقوات المشاة الذي تتسم به العقيدة الفرنسية، لم يكن فعالا. أدت هجمات القوات الفرنسية في جنوب بلجيكا إلى عمليات استطلاع غير مهمة أو دعم مدفعي وتم صدها بدون منع القوات الألمانية الشمالية من المناورة الغربية.
في غضون عدة أيام عاد الفرنسيون إلى نقطة البداية وقد عانوا من خسائر جسيمة. تقدم الألمان من خلال بلجيكا وشمال فرنسا ضد الجيوش البلجيكية والبريطانية والفرنسية ووصلوا إلى نقطة 30 كم شمال شرق باريس، دون أن يحاصروا جيوش الحلفاء وإجبارهم على المعركة الشاملة. بدأت مؤن القوات الألمانية تنفد وأصبحت بطيئة. استطاع جوفري أن يستخدم سكة الحديد الفرنسية في نقل الجيوش المتراجعة وأعاد ترتيبهم خلف نهر المارن وفي حدوج منطقة باريس المحصنة بصورة أسرع من القوات الألمانية. هزمت القوات الفرنسية القوات الألمانية المترنحة عن طريق هجوم مضاد في معركة المارن الأولى وبمساعدة البريطانيين. حاول هيلموت فون مولتكه الأصغر (القائد العسكري للقوات الألمانية) أن يطبق إستراتيجية الهجوم Aufmarsch I (خطة لحرب ألمانية فرنسية معزولة مع حشد كامل القوات الألمانية ضد فرنسا) باستخدام القوات الألمانية الغير كاملة في الغرب (كان هناك فقط 80% من الجيش في الغرب) لصد خطة الهجوم الفرنسية الخطة 17. في 2014 كتب هولمز:

### التحليل

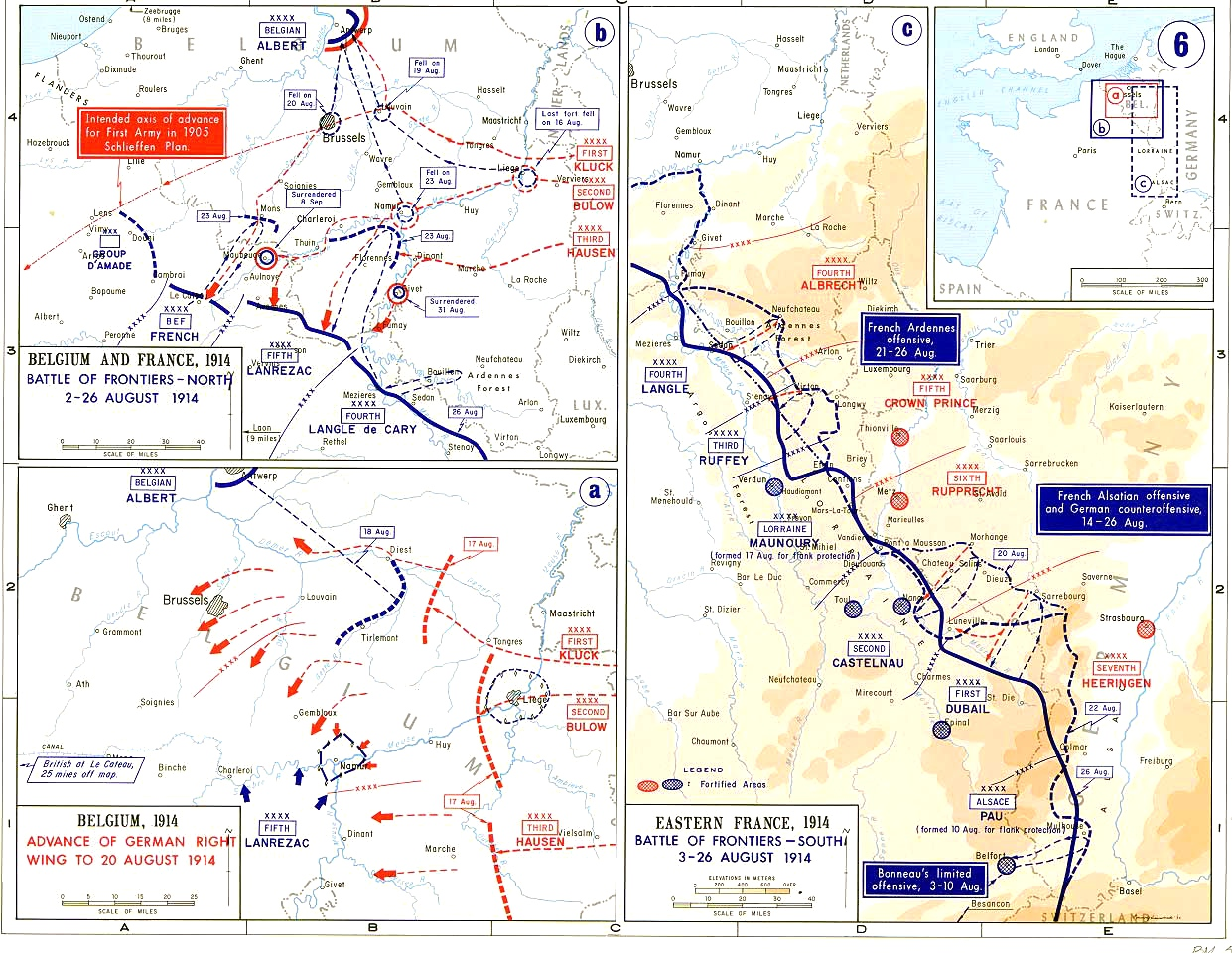
خريطة لملخص أحداث معركة الحدود

هُزم الهجوم الفرنسي في عدة أيام. على الميمنة تقدم الجيشان الأول والثاني في 14 أغسطس وعادوا إلى نقطة البداية في 20 أغسطس. هُزم هجوم الجيشين الثالث والرابع بين 21 و23 أغسطس، كما هُزم الجيش الخامس وأُجبر على التراجع في نفس الفترة. فشلت إستراتيجية جوفري بسبب سوء تقدير قوة الجيوش الألمانية وتشتيت جهود الجيش الفرنسي. بوجود جيش ألماني كبير في بلجيكا، كان واضحا أن قلب الجيش الألماني كان مكشوفا للجيشين الثالث والرابع الفرنسيين. التصور الخاطئ لحجم القوات الألمانية في بلجيكا لم يكن مهما بقدر أهمية المعلومات الخاطئة عن عن قوة الجيوش الألمانية في مقابل الجيشين الثالث والرابع. وضع جوفري اللوم على الآخرين وادعى أن قواة المشاة الفرنسية فشلت في إظهار روح الهجوم، على الرغم من أنهم فاقوا أعداد الألمان في نقطتهم الأضعف، وهو الادعاء الذي وصفه داوتي بأنه «كلام فارغ بالتأكيد».
الحقيقة كانت أن معظم خسائر الجيش الفرنسي أتت من زيادة قوة الهجوم، وفي 23 أغسطس استنتج الجنرال بيير روفي أن قوات المشاة قد هاجمت بدون تحضير قوات المدفعية أو التغطية بالنيران أثناء المعركة. في أول يوم 24 أغسطس، أمر جوفري بالانسحاب إلى خط من فردان إلى ميزيير وموبوج وبدأ نقل القوات من الشرق في الجهة المقابلة للحدود الألمانية إلى الجناح الأيسر. كان على الجيوش الفرنسية تدمير منشئات السكة الحديد والاشتباك مع العدو وإيقاع أكبر قدر ممكن من الخسائر في الجيوش الألمانية أثناء التراجع، والتحضير من أجل معاودة الهجوم. كان هناك استراتيجيتين بديلتين وهما الهجوم على الجناح الشرقي للجيش الأول أو الالتفاف حول الجناح الأيسر لكل الجيوش الألمانية. في 25 أغسطس نفذ جوفري تعليمات الجنرال رقم 2 بالانسحاب إلى خط من فردان إلى رينز وأمينز وتجميع فيلقين وأربعة كتائب احتياط قرب أمينز لتنفيذ عملية الالتفاف. طالب جوفري بدمج أكبر بين قوات المشاة وقوات المدفعية وبتوزيع تكتيكي أفضل لقوات المشاة لإحباط قوة النيران الألمانية.

### الخسائر

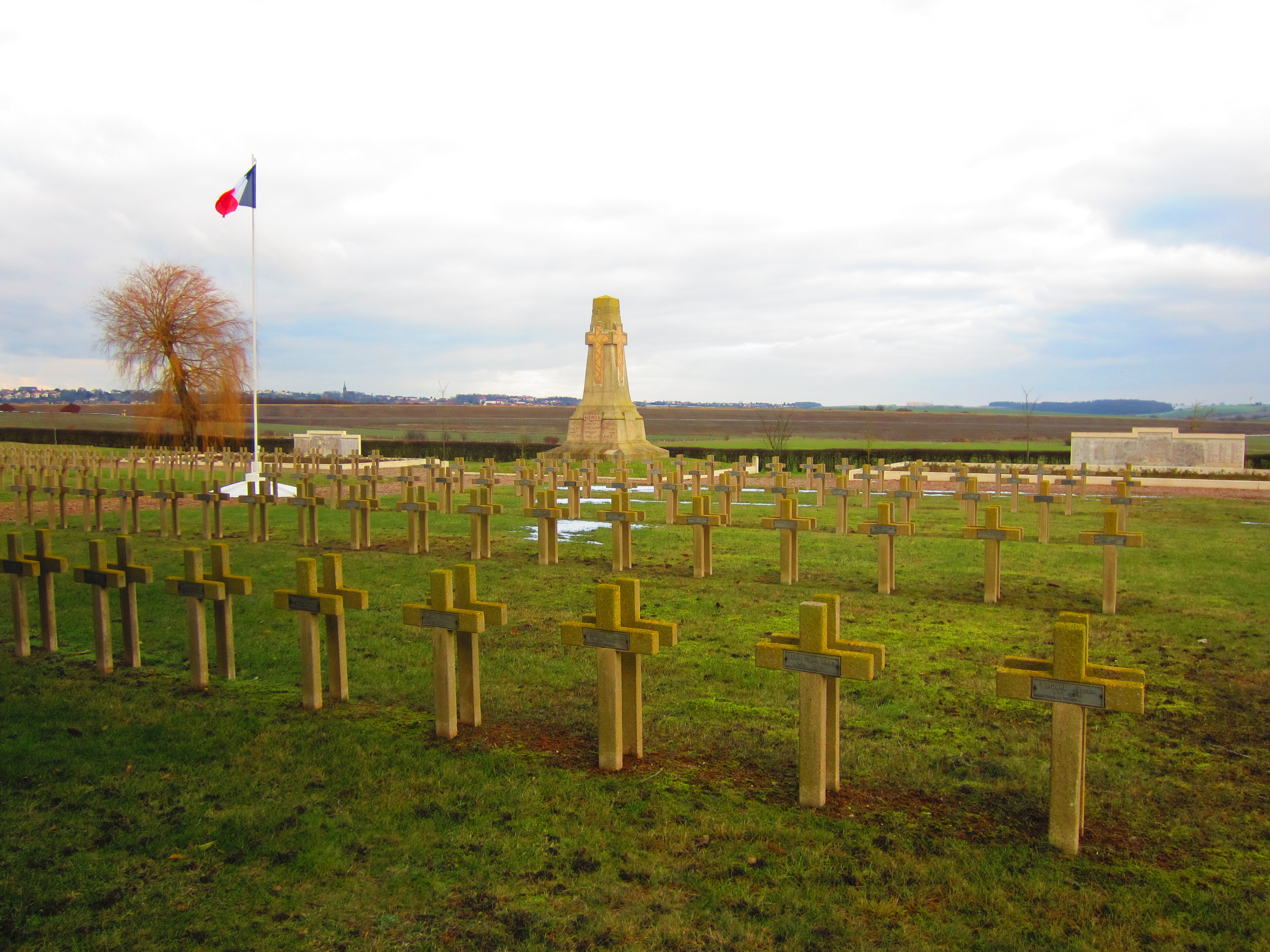
المقبرة العسكرية الجماعية للجنود الفرنسيين في مدينة ريش شمال شرق فرنسا

استخدم كتاب الأزمة العالمية لوينستون تشرشيل البيانات من سجلات البرلمان الفرنسي 1920 للخسائر الفرنسية من 5 أغسطس وحتى 5 سبتمبر 1914 والتي بلغت 329,000 قتيل أو جريح أو مفقود. قدر تشرشيل الخسائر الألمانية بحوالي 677,440 والخسائر البريطانية بحوالي 29,598 قتيل. بحلول نهاية أغسطس، كان الجيش الفرنسي قد تكبد 75,000 قتيل منهم 27,000 قُتلوا في يوم 22 أغسطس. وصلت خسائر الفرنسيين في أول شهر من الحرب إلى حوالي 260,000 قتيل منهم حوالي 140,000 قُتلوا في أول أربعة أيام في معركة الحدود. في 2009، أظهرت سجلات هيرويغ أن الخسائر الألمانية في الجيش السادس في أغسطس بلغت 34,598 منهم 11,476 قتيل و28,957 قتيل إضافي في سبتمبر. تكبد الجيش السابع حوالي 32,054 في أغسطس منهم حوالي 10,328 قتيل. تكبد الجيش الأول في أغسطس 19,980 منهم 2863 قتيل كما تكبد الجيش الثاني 9664 قتيل. في آخر عشرة أيام من الحرب خسر الجيش الأول 9664 والجيش الثاني 15,693 ما بين قتيل وجريح. كتب هيرويغ أن الجيش الفرنسي لم ينشر الخسائر الرسمية إلا أن المؤرخين الرسميين قدروا الخسائر بحوالي 206,515 في أغسطس و213,445 في سبتمبر.

## للمزيد من القراءة
كتب
- Doughty، R. A. (2005). Pyrrhic victory: French Strategy and Operations in the Great War. Cambridge, MA: Belknap Press. ISBN:978-0-674-01880-8. مؤرشف من الأصل في 2022-06-11.
- Herwig، H. (2009). The Marne, 1914: The Opening of World War I and the Battle that Changed the World. New York: Random House. ISBN:978-1-4000-6671-1.
- Humphries، M. O.؛ Maker، J. (2013). Der Weltkrieg: 1914 The Battle of the Frontiers and Pursuit to the Marne. Germany's Western Front: Translations from the German Official History of the Great War. Part 1 (ط. 1st). Waterloo, Canada: Wilfrid Laurier University Press. ج. I. ISBN:978-1-55458-373-7.
- Keiger، J. F. V. (1983). France and the Origin of the First World War. The Making of the Twentieth Century. London: Methuen. ISBN:978-0-333-28552-7.
- Kennedy، P. M. (1979). The War Plans of the Great Powers, 1880–1914. London: Allen & Unwin. ISBN:978-0-04-940056-6.
- Porch، D. (1981). The March to the Marne: The French Army 1871–1914. London: Cambridge University Press. ISBN:978-0-521-54592-1.
- Ritter، G. (1958). The Schlieffen Plan, Critique of a Myth (PDF). London: O. Wolff. ISBN:978-0-85496-113-9. مؤرشف من الأصل (PDF) في 2017-03-06. اطلع عليه بتاريخ 2015-11-01.
- Strachan، H. (2001). The First World War: To Arms. Oxford: OUP. ج. I. ISBN:978-0-19-926191-8.
- Tuchman، Barbara W. (1994). The Guns of August. New York: Ballantine. ISBN:978-0-30756-762-8.

صحف
- Doughty، R. A. (أبريل 2003). "Strategy in 1914: Joffre's Own". The Journal of Military History. Lexington, VA: Society for Military History. ج. 67 ع. 2. ISSN:0899-3718.
- Kiesling، Eugenia (2010). "Strategic Thinking: The French Case in 1914 (& 1940)". Journal of Military and Strategic Studies. Calgary, Canada: Centre for Military and Strategic Studies. ج. 13 ع. 1. ISSN:1488-559X. مؤرشف من الأصل في 2020-11-27. اطلع عليه بتاريخ 2014-11-30.[وصلة مكسورة]
- Porch، Douglas (2006). "French War Plans, 1914: The Balance of Power Paradox". The Journal of Strategic Studies. London: Taylor & Francis. ج. 29 ع. 1. DOI:10.1080/01402390600566423. ISSN:1743-937X.

أوراق بحثية
- House، S. J. (2012). The Battle of the Ardennes 22 August 1914 (PhD). London: King's College London, Department of War Studies. OCLC:855693494. مؤرشف من الأصل في 2020-01-28. اطلع عليه بتاريخ 2015-11-03.

## روابط خارجية
- مقالة ويكيبيديا الفرنسية حول الخطة 17
- خريطة خطط القوات الفرنسية والألمانية
- خطط حرب الألمان والفرنسيين
- تيرينس هولمز يشرح الحشد الألماني الغير كافي في 1914